# Léo Taxil
Marie Joseph Gabriel Antoine Jogand-Pagès, més conegut com a Léo Taxil (Marsella, 21 de març de 1854 – Sceaux, 31 de març de 1907) va ser un escriptor maçó francès, instigador del que es va conèixer com la «Broma de Taxil», amb què va enredar econòmicament el papa Lleó XIII i diversos bisbes de França.

## Pseudònims
Jogand-Pagès va utilitzar diversos pseudònims:
- Léo Taxil (pseudònim col·lectiu: diversos autors el van utilitzar).
- Dr. Bataille
- Dr. Charles Hacks (pseudònim col·lectiu)
- Paul de Régis
- Adolphe Ricoux[1]
- Samuel Paul Rosen

## Biografia
Als 16 anys Jogand-Pagès ja editava un diari, La Marotte, que es va arribar a prohibir per «haver atemptat contra els bons costums». Va ser condemnat a vuit anys de presó. Va aconseguir escapolir-se a Suïssa i va tornar aprofitant una amnistia. Es va dedicar a la premsa anticlerical i el 1885 va ser rebut com a maçó amb el grau d'aprenent. L'any següent va ser expulsat de la lògia per haver plagiat un text, i llavors es va convertir en un autor antimaçònic.
En la «Broma de Taxil» va acusar la maçoneria de satanisme i d'adoració a un ídol amb cap de boc, definit com a Bafomet, usant textos falsos d'Albert Pike. El 1897, Taxil va confessar que el seu antimaçonisme era una broma, fet que va resultar un escàndol.
Taxil és el creador d'una suposada lògia satànica Palladium, el qual va ser obligat a desmentir en una conferència davant la Societat Geogràfica de París el 19 d'abril de 1897. En la reunió, i davant la sorpresa general dels presents, va dir: "El Palladium ja no existeix, jo el vaig crear i jo ho vaig destruir [... ]". I tot seguit va sortir per la porta del darrere abans de qualsevol reacció de la gent allà reunida.

## Obres
Llibres anticlericals
- 1879: À bas la calotte!.
- 1879: Les soutanes grotesques.
- 1879: La chasse aux corbeaux.
- 1879: Le fils du jésuite.

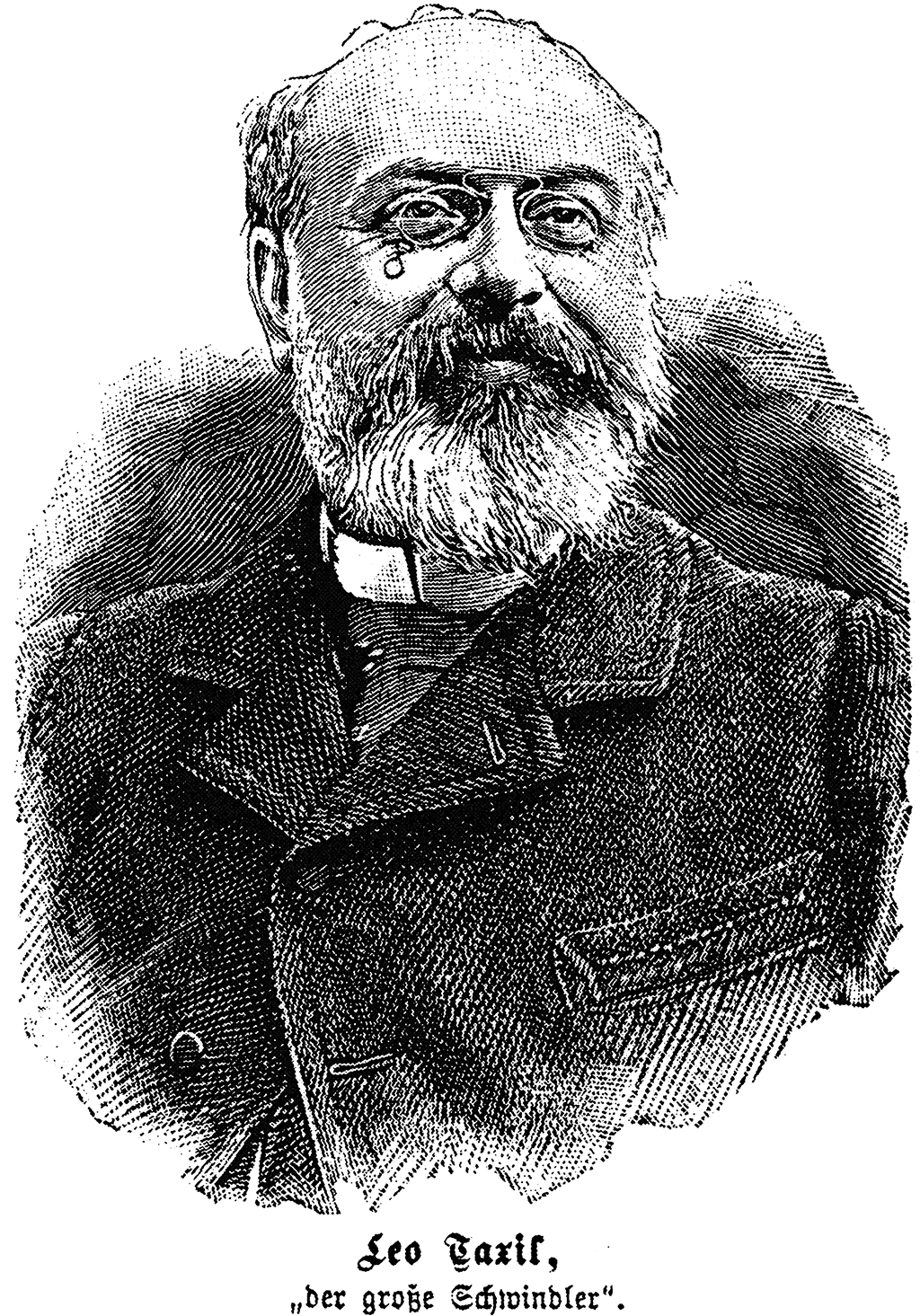
Leo Taxil

- 1880-1882: Calotte et calotins, història il·lustrada del clergue i de les congregacions.
- 1881: Les borgia.
- 1882: Les pornographes sacrés : la confession et les confesseurs.
- 1882: La Bible amusante.
- 1882: Un pape femelle.
- 1883: L'empoisonneur Léon XIII et les cinq millions du chanoine.
- 1883: La prostitution contemporaine.
- 1883: Pie IX devant l'Histoire.
- 1884: Les amours de Pie IX, Llibre publicat sota el nom de A. Volpi però no reconegut per Taxil.
- 1884: Les maîtresses du Pape.
- 1884: La Vie de Veuillot immaculé.

Llibres antimaçònics
- Les soeurs maçonnes Arxivat 2014-03-06 a Wayback Machine.
- Les Frères trois points
- L'Antéchrist ou l'origine de la franc-maçonnerie
- Le chute du Grand Architecte
- Les assassinats maçonniques
- 1886: Les mystères de la franc-maçonnerie.
- 1886: Le Vatican et les francs-maçons.
- 1887: La franc-maçonnerie dévoilée.
- 1887: Confession d'un ex-libre penseur.
- 1887: Histoire anecdotique de la Troisième République.
- 1888: La France maçonnique.
- 1888: La ménagerie républicaine.
- 1891: la corruption fin de siècle.
- 1895: Le diable au XIXè siècle.